# 1897

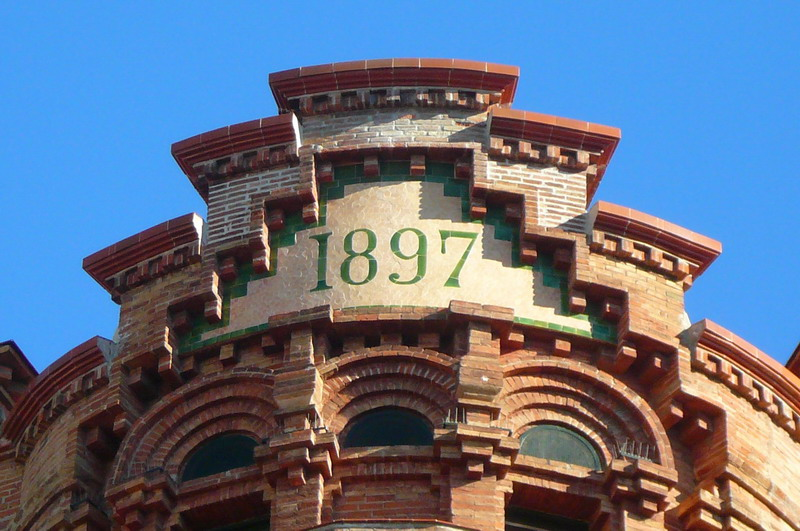
Edifici de la Central Catalana d'Electricitat, obra de l'arquitecte Pere Falqués al barri barceloní del Fort Pienc.

## Esdeveniments
Països Catalans
- 7 de febrer, Tortosa: Estrena de Terra Baixa, d'Àngel Guimerà, en català, al Teatre Principal de Tortosa, amb la companyia Teodor Bonaplata.[1]
- 20 d'abril, Província de Barcelona: Entra en vigor el decret d'agregació, segons el qual els antics municipis del pla de Barcelona de Gràcia, Sant Martí de Provençals, Sant Andreu de Palomar, Sant Gervasi de Cassoles, Sants i les Corts s'annexen al de Barcelona.
- 10 de maig, Barcelona: primera representació de Terra baixa, d'Àngel Guimerà, a Barcelona, al teatre Romea.[2]
- 12 de juny, Barcelona: Pere Romeu i Borràs hi inaugura Els Quatre Gats.
- 22 de novembre: Gran avinguda del riu Túria.
- Primeres pel·lícules filmades a Catalunya, Salida de los trabajadores de la fábrica "La España Industrial" i Salida del público de la iglesia parroquial de Santa María de Sants[3]
- Sants, Barcelona: Es funda la cooperativa de consum La Nova Obrera.
- Miquel Costa i Llobera publica els poemes narratius que coformen el volum De l'agre de la terra.

Resta del món
- 15 de maig: Es funda el Comitè Científic Humanitari, organització de defensa dels drets dels homosexuals i transsexuals.
- 8 d'agost - Balneari de santa Águeda (Guipúscoa, Euskadi): l'anarquista italià Michele Angiolillo va fer l'Assassinat de Cánovas del Castillo com a venjança per les tortures del procés de Montjuïc.
- A la porta del jardí. L'esposa de l'artista Laurits Andersen Ring pinta el retrat A la porta del jardí. L'esposa de l'artista.

## Naixements
Països Catalans
- 5 de gener - Cervera: Maria Montull Rosell, primera odontòloga catalana[4]
- 15 de febrer, Maó: Pilar Alonso, cançonetista menorquina, cantant de cuplets[5]
- 1 de març, Palma, Mallorca: Llorenç Villalonga, escriptor mallorquí
- 8 de març, Palafrugell, Empordà: Josep Pla, escriptor català[6]
- 25 de març, Lleó, Castella i Lleó: Mey Rahola de Falgàs, fotògrafa catalana (m. 1959).[7]
- 23 d'abril, València: Pepita Roca Salvador, guitarrista valenciana (m. 1956).[8]
- 10 de maig, València: Josefina Robledo Gallego, guitarrista valenciana (m. 1972).[9]
- 15 de maig, Barcelona: Vilfred Ricart, enginyer català famós pels seus desenvolupaments en l'automoció i l'aeronàutica. Destaca la seva aportació en el disseny i fabricació de motors d'aviació, cotxes, camions, com el mític Pegaso Z-102 o la Hispano Suiza
- 24 de maig, València: Joan Martínez Bàguena, compositor valencià, especialment de música per a l'escena
- 7 de juny, Sabadell, Ramon Jové i Brufau, metal·lúrgic, militant sindical, una de les primeres víctimes de la Guerra Civil.
- 3 d'agost, Barcelona: Mercè Capsir i Vidal, soprano catalana[10]
- 8 d'agost, Sabadell: Josep Garcia-Planas Cladellas, industrial tèxtil català.
- 11 d'agost, East Dulwich, Londres: Enid Blyton, prolífica escriptora britànica de literatura infantil[11]
- 12 d'agost
  - Algemesí, la Ribera Alta: Josep Moreno i Gans, compositor valencià
  - La Garriga, Vallès Oriental: Manuel Blancafort i de Rosselló, compositor català
- 29 d'agost, Gràcia, Barcelona: Maria Vila, primera actriu catalana[12]
- 28 de setembre, Roda de Berà: Carme Claramunt, activista política catalana, afusellada al Camp de la Bota (m. 1939).[13]
- 21 d'octubre - Madrid: Lina Llubera, soprano catalana, casada durant 18 anys amb el compositor rus Serguei Prokófiev (m. 1989).[14]
- 27 d'octubre, Barcelona: Josep Trueta i Raspall, metge
- 5 de novembre, Sabadell: Xavier Sanahuja i Forgas, republicà federal català.
- 14 de novembre, Barcelona: Concepció Badia i Millàs, soprano catalana[15]
- 8 de desembre, Cebolleros, Burgos: Concepción Sáinz-Amor, mestra i pedagoga del Patronal Escolar de Barcelona (m. 1994).[16]
- Santa Eugènia (municipi de Mallorca): Gabriel Coll i Mulet, pedagog mallorquí

Resta del món
- 1 de gener, Braila, Romania: Ana Aslan, científica i metgessa romanesa.[17]
- 3 de gener, 
  - Lipno, Polònia: Pola Negri, actriu polonesa dedicada al teatre i després al cinema mut[18]
  - Brooklyn, Nova York: Marion Davies, actriu nord-americana.[19]
  - San Francisco, Califòrnia, Estats Units: Dorothy Arzner, directora de cinema estatunidenca[20]
- 17 de gener, Middelburg, Països Baixos: Lili Bleeker, empresària i física neerlandesa, fabricant d'instruments òptics[21]
- 23 de gener, Viena: Margarete Schütte-Lihotzky, primera arquitecta austríaca, creadora de la «cuina de Frankfurt»[22]
- 5 de març, Múnic, Baviera: Gunta Stölzl, artista tèxtil alemanya, alumna i professora del taller de teixit de l'escola Bauhaus[23]
- 19 de març, Coligny, França: Joseph Darnand, militar i polític francès
- 25 de març, Nova Orleans: Emma Barrett, pianista i cantant de jazz estatunidenca[24]
- 23 d'abril, Toronto, Canadà: Lester Bowles Pearson, diplomàtic i polític canadenc, Premi Nobel de la Pau de 1957
- 24 d'abril, Teziutlán, Puebla, Mèxic: Manuel Ávila Camacho, President constitucional de Mèxic de 1940 a 1946[25]
- 17 de maig, Oslo, Noruega: Odd Hassel, físic i químic noruec, Premi Nobel de Química de l'any 1969[26]

- 18 de maig, Bisacquino, Itàlia: Frank Capra, director de cinema nord-americà guanyador d'un Oscar
- 27 de maig, Todmorden, West Yorkshire, Anglaterra: John Douglas Cockcroft, físic anglès, Premi Nobel de Física de 1951[27]
- 29 de maig, Brno, Moràvia, República Txeca: Erich Wolfgang Korngold, compositor austríac[28]
- 12 de juny:
  - West Auckland, comtat de Durham, Anglaterra: Anthony Eden, polític anglès, 64è Primer Ministre del Regne Unit[29]
  - Łódź, Polònia: Aleksander Tansman, també conegut amb la forma francesa del nom, Alexandre Tansman, compositor polonès i un virtuós pianista[30]
- 16 de juny, Berlín, Imperi Alemany: Georg Wittig, químic alemany, Premi Nobel de Química de l'any 1979[31]
- 19 de juny, Londres, Anglaterra: Cyril Norman Hinshelwood, químic anglès, Premi Nobel de Química de l'any 1956[32]
- 3 de juliol, Surat, Índia: Hansa Jivraj Mehta, política i activista feminista (m. 1995).[33]
- 20 de juliol, Włocławek, Polònia: Tadeusz Reichstein, metge suís, Premi Nobel de Medicina o Fisiologia de 1950[34]
- 23 de juliol, Bône, Algèria francesa: Valentine Prax, pintora expressionista francesa (m. 1981).[35]
- 24 de juliol, Atchison, Kansas: Amelia Earhart, aviadora nord-americana[36]
- 9 d'agost, Chillán, Regió del Bío-Bío, Xile: Marta Brunet, escriptora xilena[37]
- 12 de setembre:
  - París: Irène Joliot-Curie, física i química francesa, Premi Nobel de Química, 1935).[38]
  - Pigüé: Herminia Brumana, mestra, periodista i activista argentina, d'idees socialistes i anarquistes.
- 18 de setembre, Sant Sebastià, País Basc: Pablo Sorozábal Mariezkurrena, compositor basc
- 25 de setembre, New Albany, Mississipi, EUA: William Faulkner, escriptor estatunidenc, Premi Nobel de Literatura de 1949.[39]
- 3 d'octubre, París, França: Louis Aragon, poeta i novel·lista francès[40]
- 6 d'octubre, Easton, Pennsylvania: Florence Seibert, bioquímica americana que inventà el test de la tuberculosi (m. 1991).[41]
- 28 d'octubre, 
  - Londres: Marjory Warren, metgessa considerada la mare de la medicina geriàtrica moderna (m. 1960).[42]
  - San Bernardino, Califòrnia: Edith Head, sastressa estatunidenca de cinema, que guanyà vuit Oscars al millor vestuari[43]
- 29 d'octubre, Rheydt, Alemanya: Joseph Goebbels, Ministre de Propaganda i Il·lustració Popular del Tercer Reich d'Adolf Hitler[44]
- 4 de novembre, Tellichery, Kerala: Janaki Ammal, botànica, i citòloga índia (m. 1984).[45]
- 9 de novembre, Cambridge, Regne Unit: Ronald George Wreyford Norrish, químic anglès, Premi Nobel de Química de l'any 1967
- 29 de novembre, Poznań, Polònia: Germaine Krull, fotògrafa alemanya, figura essencial de la Nova Visió (m. 1985).[46]
- 18 de desembre, Cuthbert (Geòrgia): Fletcher Henderson, pianista de jazz estatunidenc
- París: Suzanne Davit, artista i il·lustradora científica d'origen francès[47]

## Necrològiques
Països Catalans
- 23 de gener - Manila (les Filipines): Frederic Faura i Prat, meteoròleg i eclesiàstic català.
- 16 d'abril - Barcelona: Jaume Pi i Sunyer fou un metge català (n. 1851).[48]
- 15 de maig - Barcelona: Josep Fontserè i Mestre, mestre d'obres català, com ara el Parc de la Ciutadella i el Mercat del Born (n. 1829).[49]
- 6 de juny - Barcelona: Marià Aguiló i Fuster, poeta, bibliògraf i lingüista mallorquí.[50]
- 15 d'octubre - La Jonquera (Alt Empordà): Carles Bosch de la Trinxeria, escriptor català de la Renaixença (n. 1831).[51]
- 13 de novembre - Madrid (Espanya): Rafael Maria Liern i Cerach, dramaturg valencià (n. 1832).

Resta del món
- 19 de febrer Berlín: Karl Weierstrass, matemàtic (n. 1815).
- 25 de febrer, París: Marie Cornélie Falcon, cantant d'òpera francesa, entre soprano i mezzosoprano.[52]
- 3 d'abril - Viena, Àustria: Johannes Brahms, compositor alemany (n. 1833).[53]
- 8 d'agost - Santa Águeda, Guipúscoa, Espanya: Antonio Cánovas del Castillo, polític, historiador i escriptor espanyol (n. Màlaga, Espanya 1828).
- 12 de maig - Kuopio: Minna Canth, escriptora i feminista finlandesa.[54]
- 20 de setembre - Bubenec (Praga): Karel Bendl, compositor bohemi (n. 1833).[55]
- 30 de setembre - Lisieux: Teresa de Lisieux, religiosa carmelita francesa i Doctora de l'Església, santa (n. 1873).[56]
- 13 de novembre: Lea Ahlborn, gravadora de medalles sueca.
- 14 de novembre - Sant'Agala, Villanova sull'Arda: Giuseppina Strepponi, soprano italiana casada amb Giuseppe Verdi (n. 1815).[57]